# Birdman (rappeur)
Pour l’article homonyme, voir Birdman.
Birdman, de son vrai nom Bryan Williams (né le 15 février 1969 à La Nouvelle-Orléans, en Louisiane), est un rappeur et producteur américain. Il est le cofondateur, avec son frère Ronald, du label Cash Money Records (1991). Le magazine Forbes estime sa fortune à $160 millions en 2014.

## Biographie

### Big Tymers (1997–2005)
De 1997 à 2002, Birdman se joint au producteur et DJ Mannie Fresh pour former le duo Big Tymers. Big Tymers se lancent en 1998 avec l'album How Ya Luv That? puis I Got That Work en 2000 et Hood Rich en 2002. I Got That Work contient les singles à succès Get Your Roll On et #1 Stunna ; Hood Rich contient le single Still Fly, nommé d'un Grammy, et Oh Yeah! Big Money Heavyweight suit en 2003 ; le groupe se sépare en 2004. Son fils, Bryan Williams Jr., est né le 26 février 1997 ; sa fille Bria Williams le 4 mars 1998. Après la séparation des Big Tymers, le rappeur passe du nom de Baby à Birdman.

### Like Father Like Son,5 * Stunna, etPriceless(2005–2009)
Lil Wayne et Birdman publient un album intitulé Like Father, Like Son. Il est certifié disque d'or et contient trois singles dont Stuntin' Like My Daddy et Leather So Soft. Il contient également les remixes des titres We Fly High de Jim Jones et Make It Rain de Fat Joe. En 2007, Birdman publie son quatrième album, 5 * Stunna. Le premier single, Pop Bottles, avec Lil Wayne, est un succès ; idem pour le second single 100 Million, avec Young Jeezy, Rick Ross et Lil Wayne. Le troisième single, avec Lil Wayne, I Run This, est également un succès. Birdman considère Lil Wayne comme son fils spirituel. Il exprime ce qu'il ressent pour lui lors d'un entretien à l'émission de radio de Tim Westwood.
Le premier single de Birdman, extrait de son album Pricele$$ s'intitule Always Strapped avec Lil Wayne, et le second Written on Her, avec le chanteur britannique Jay Sean. Southside, avec Lil Wayne, est le troisième single. Money to Blow avec Drake et Lil Wayne est le quatrième single. 4 My Town (Play Ball) avec Drake et Lil Wayne est le cinquième single. Written on Her devient aussi le premier single de Birdman à atteindre les classements britanniques en décembre 2009.

### Bigga Than Lifeet futures collaborations (depuis 2010)
En 2010, il prévoit la publication d'un album intitulé Priceless 2, une suite de son précédent opus, mais le renomme finalement Bigga Than Life. Le premier single promotionnel s'intitule Loyalty qui fait participer Lil Wayne et Tyga. D'autres collaborations suivent avec Rick Ross, Young Jeezy, Bun B et Drake. L'album est prévu pour début 2011. Il publie une vidéo qui annonce un éventuel futur single My Jewel, avec Bun B et Young Jeezy.
En 2008, Birdman annonce un futur album en collaboration avec son ami de longue date Rick Ross, The H, mais aucune autre information ne sera donnée depuis. Le 16 mai 2013, Birdman et Rick Ross annoncent la publication de The H sous format mixtape pour le 23 mai 2013. Le projet est enregistré en quelques jours en 2008. Une compilation, Rich Gang: Flashy Lifestyle, avec Birdman, est prévue pour le 23 juin 2013. Une mixtape intitulée Rich Gang: Allstars est publiée en téléchargement gratuit avec l'album.
Son cinquième album, Bigga Than Life, est prévu pour 2015. En 2014, Birdman se lance en tournée avec Young Thug et Rich Homie Quan. Birdman publie un single intitulé Lifestyle en featuring avec Young Thug et Rich Homie Quan issu du nouvel album de Rich. Il participe également à une seconde mixtape avec Rich Gang intitulée Rich Gang: Tha Tour Pt. 1 avec Young Thug et Rich Homie Quan. La mixtape ne fait participer aucun membre de Young Money ou Cash Money sauf Birdman, et fait plutôt participer des artistes comme PeeWee Longway, Nipsey Hu$$le, Jacquees et Yung Ralph. Birdman, Young Thug, et Rich Homie Quan prévoient ensuite une tournée ensemble.
Le magazine Forbes estime sa fortune à $125 millions en 2012,. En 2013, il est listé cinquantième rappeur le mieux rémunéré par Forbes.com avec $21 millions en septembre 2013
.

## Démêlés judiciaires

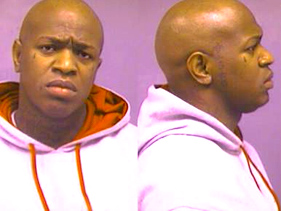
Photo de Birdman en novembre 2007.

En novembre 2007, Birdman est appréhendé à Kingsport, TN, et arrêté pour possession illégale de marijuana,.
En octobre 2009, Birdman, Lil Wayne, Cash Money Records et quelques distributeurs sont poursuivis pour atteinte aux droits d'auteur  par Thomas Marasciullo. Les deux rappeurs lui avaient demandé un « enregistrement vocal à l'italienne » en 2006. Les paroles sont par la suite utilisées sur le titre Respect et d'autres titres comme Like Father, Like Son et 5 * Stunna de Birdman.

## Discographie

### Albums studio
- 2002 : Birdman
- 2005 : Fast Money
- 2007 : 5 ★ Stunna
- 2009 : Pricele$$
- 2011 : Bigga Than Life
- 2013 : Rich Gang

### Albums collaboratifs
- 1998 : How You Luv That (avec Big Tymers)
- 1998 : How You Luv That Vol. 2  (avec Big Tymers)
- 1999 : Guerrilla Warfare (avec les Hot Boys)
- 2000 : I Got That Work (avec Big Tymers)
- 2002 : Hood Rich (avec Big Tymers)
- 2003 : Big Money Heavyweight (avec Big Tymers)
- 2006 : Like Father, Like Son (avec Lil Wayne)

### Singles
- 2007 : Pop Bottles (Birdman featuring Lil Wayne)
- 2007 : 100 Million (Birdman featuring Young Jeezy, Rick Ross and Lil Wayne)
- 2011 : Like This, Like That (Jay Sean feat. Birdman)
- 2011 : Y.U. Mad (Birdman feat. Nicki Minaj et Lil Wayne)
- 2012 : B-Boyz (Birdman feat. Kendrick Lamar, Ace Hood, Mack Maine et DJ Khaled)
- 2012 : Born Stunna (Birdman feat. Rick Ross)
- 2012 : Dark Shades (Birdman feat. Lil Wayne et Mack Maine)

## Filmographie
- 2000 : Baller Blockin' : Beatrice
- 2005 : Beauty Shop : lui-même